# O alfaiate no céu
O alfaiate no céu (em alemão: Der Schneider im Himmel) é um conto alemão curto e engraçado compilado pelos Irmãos Grimm. É o conto número 35 (KHM 35). Conta as peripécias de um alfaiate que entra no céu e faz uma bagunça. Enquadra-se no Tipo 800 do Sistema Aarne-Thompson-Uther de classificação de contos folclóricos. A história foi publicada pelos Irmãos Grimm na segunda edição de Kinder- und Hausmärchen em 1819. 

## História
Deus foi descansar no jardim do paraíso e levou consigo os apóstolos e santos, só ficando no céu São Pedro. Um alfaiate chegou ao portão. São Pedro se recusou a deixá-lo entrar, porque ele havia roubado roupas e, além disso, Deus o havia proibido de deixar entrar qualquer pessoa. O alfaiate implorou, e São Pedro o deixou sentar no canto para esperar por Deus. O alfaiate se afastou e encontrou a cadeira onde Deus podia ver tudo na terra. Ele se sentou e, ao ver uma velha roubar dois véus enquanto lavava roupa, jogou um escabelo de ouro nela. Deus voltou e, ao saber do ocorrido, disse que se ele fosse tão rigoroso assim, o céu estaria vazio, porque ele teria jogado tudo nos pecadores, e expulsou o alfaiate.